# Столица (телеканал)
«Столица» — бывший московский кабельный телеканал, освещавший жизнь российской столицы. Осуществлял своё вещание на 5 ТВК (с 2004 года — на 10 ТВК) с 1 июля 1997 по 5 сентября 2011 года. Редакции и студии телеканала располагались в телецентре «Останкино» (АСК-1). В эфире широко и максимально полно освещалась общественно-политическая жизнь Москвы, все федеральные, общегородские, социальные, культурные и общественные мероприятия. С 2011 года является учредителем и вещателем средства массовой информации — телеканала «Москва 24».

## История
Кабельное телевидение в Москве зародилось ещё в 1982 году, но настоящую популярность обрело лишь в 1989-м. С первой половины 1990-х оно активно развивалось на базе общегородской сети компании «Мостелеком» (тогда её социальный пакет состоял всего лишь из семи каналов ТВ), охватывающей всю территорию столицы на базе окружных и районных студий почти в каждом районе Москвы. По факту доступ к кабельному телевидению осуществлялся (тогда и до 2011 года) через пользование коллективной антенной с ежемесячной абонентской платой в услугах ЖКХ.

### 1997—1999

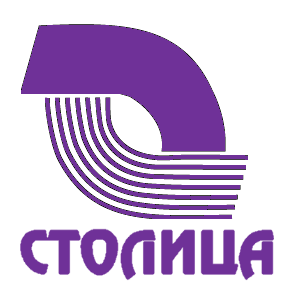
Логотип с 1 июля 1997 по 4 июля 1999 года

1 июля 1997 года «ТВ Центр-Столица» впервые вышел в эфир вместо вещавшего с 15 ноября 1995 года кабельного московского телеканала ГКТ (Городское кабельное телевидение) через кабельные сети «Мостелеком» аналогового вещания. Изначально он вещал на 5 ТВК и являлся одним из семи вещателей из социального пакета обязательных для распространения на территории Москвы и Зеленограда телеканалов, утверждённого мэром Лужковым. В части районов столицы вещание с начала 2000-х годов распространялось по оптико-волоконным сетям. Основным принципом построения программной политики и сетки вещания телеканала являлся домашний, семейный, общегородской характер вещания.
В начале своего вещания телеканал «ТВ Центр-Столица», наряду с основным каналом и спутниковым проектом «Метеор», являлся частью вещательного консорциума эфирного, кабельного и спутникового телевидения под названием «ТВ Центр». Один из тогдашних руководителей и основателей «ТВ Центра» Анатолий Лысенко на стадии запуска телеканала «ТВ Центр-Столица» предполагал, что он должен был носить скорее информационный, новостной характер и являться своеобразной площадкой для общения между префектурами Москвы, но его идеи не встретили поддержки со стороны тогдашнего руководства города.
С 1 июля 1997 по 14 ноября 1999 года телеканал вещал с 7:30 до 7:45, с 9:30 до 13:00, с 14:00 до 16:00, с 16:30 до 20:00, с 22:00 до 0:15 и с 0:30 до 6:00. 7 сентября 1999 года было издано распоряжение мэра Москвы «О мерах по обеспечению трёхуровневого вещания на Едином городском телевизионном канале Москвы». В его тексте была прописана новая сетка вещания, по которой должно было начаться вещание телеканала с 1 октября 1999 года, но де-факто оно началось только с 15 ноября 1999 года. С ноября 1999 по июль 2005 года ежедневное вещание телеканала составляло 12 часов в сутки и включало в себя три блока: первый — утренний (с 10:00 до 13:30), второй — дневной (с 16:30 до 19:30), последний — вечерне-ночной (с 22:00 до 3:30). Каждый из таких эфирных блоков предназначался для определённой категории телезрителей.
В нерабочее время телеканала включались программы окружных и районных студий. Их присутствие в эфире, равно как и обязательство вещания по трёхуровневой сетке, создавали определённые сложности в работе телеканала. Руководителей «ТВ Столицы» не устраивало то обстоятельство, что рядом с программами их канала вынужденно соседствуют предлагавшиеся окружными телестудиями сделанные «на коленке» передачи и доски частных объявлений, скопированные с VHS фильмы и мультсериалы с одноголосым закадровым переводом и пр., и из-за них столичному каналу не удавалось создать законченную сетку вещания, а также производить, показывать и покупать больше интересных для зрителей качественных телепередач и фильмов.

### 1999—2003
1 января 1999 года в результате преобразований и фактического отсоединения от «ТВ Центра», телеканал стал называться «ТВ Столица» (чаще просто «Столица»). Сотрудники ОАО «ТВ Центр», работавшие на телеканале, были переведены в штат ОАО ГТК «ТВ Столица».
25 января 1999 года телеканал зарегистрирован в качестве электронного средства массовой информации Федеральной службой России по телевидению и радиовещанию (до этого канал существовал в виде редакции «ТВ Центра» и самостоятельной лицензии не имел). При этом до 2002 года «ТВ Центр» продолжал оставаться учредителем и владельцем контрольного пакета акций данного канала.

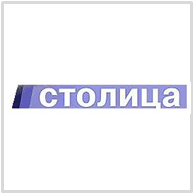
Логотип с 13 декабря 1999 по 7 декабря 2003 года

В июле 1999 года новым генеральным директором канала был назначен бывший руководитель Муз-ТВ Дмитрий Паппе, председателем совета директоров — бывший генеральный директор ОРТ Сергей Благоволин, а главным режиссёром — Олег Рясков, который ранее принимал участие в работе над программами «L-клуб» и «Ностальжи. Музыка всех поколений» на РТР. Они сразу же начали полную реконструкцию вещания канала вплоть до изменения логотипа и эфирных заставок, поскольку тогдашний уровень и качество вещания «Столицы» бывших сотрудников крупных общероссийских каналов не удовлетворяли. Одновременно с этим новая команда начала отбор новых ведущих в эфир старых программ. О своей начальной деятельности на канале Рясков впоследствии рассказал следующим образом:

Здесь можно сказать только одно, когда врач видит, что у больного злокачественная опухоль, то выхода два: или удалять и лечить больного до выздоровления, либо оставлять его как есть, и наблюдать агонию. Уровень канала «Столица» был далёк от столичного. Пришлось убирать программы скучные, невнятные по форме, менять оформление и многое другое. Например, в музыкально-развлекательных программах пришлось даже полностью сменить коллектив вместе с музыкальным редактором. Люди понятия не имели о том, как снимать и монтировать. Плодили нудные примитивные по исполнению и форме передачи. Конечно, от этого необходимо было отказываться. Беда нашего сумбурного времени в огромном количестве дилетантов.

С момента перезапуска, с 1999 по 2007 год, несмотря на столичный характер вещания, в новостях на «Столице» также могли часто освещаться мировые и российские события, предоставляться новости спорта не только в стране, но и в остальном мире (в том числе и обзоры матчей заокеанских лиг НХЛ и НБА за прошедшие сутки с видеокартинками игр). По словам тогдашнего руководства «Столицы», такая информация включалась в новостные блоки специально, чтобы зритель не переключался на другие каналы, если он хотел бы узнать, что происходит в остальном мире. До окончательного отсоединения от ТВЦ столичный канал также эпизодически мог показывать у себя некоторые спортивные трансляции, не размещавшиеся в сетке вещания федерального ТВЦ из-за различных ограничений (Чемпионат мира по шоссейно-кольцевым гонкам в 2001 и Международные спортивные юношеские игры в 2002). Кинопоказ на «Столице» с основания и по 2011 год состоял из фильмов советского, позднее также российского производства, телесериалов советского, латиноамериканского, североамериканского, российского и европейского производства (обычно старых, в том числе и ранее показывавшихся на других каналах России), а также зарубежных фильмов не первой свежести категорий B и C, из-за нехватки у телекомпании денег на покупку более дорогого кино категории A. Несмотря на все нововведения, часть телезрителей всё равно продолжала воспринимать телеэфир «Столицы» как слабый в плане программного наполнения и особенно качества демонстрируемых программ, в сравнении с остальными доступными тогда в Москве центральными и дециметровыми каналами.
После пожара на Останкинской телебашне (вечером 27 августа 2000 года) временно передавал свой передатчик в пользование телеканалу ОРТ, так как в Москве вещали только ТНТ и «Столица». С 28 августа по 3 сентября 2000 года телеканал «Столица», продолжавший своё вещание по кабельным сетям, вернулся на самопрограммирование, а телеканал НТВ и ТНТ уже выкроил время для новостей НТВ. Окружные и районные студии кабельного телевидения, выходившие на телеканале «Столица» в выделенные временные отрезки, в этот период осуществляли трансляцию записей выпусков новостей ОРТ и РТР.
С 12 февраля 2001 по 1 февраля 2004 года в новостях, идущих в 16:30, осуществлялся сурдоперевод.
1 апреля 2002 года появились сведения о том, что ОАО «ТВ Центр» передало департаменту государственного и муниципального имущества города Москвы 75 % акций ОАО ГТК «ТВ Столица» в обмен на студийное оборудование. С того момента и до 2011 года 65 % акций «Столицы» были подконтрольны правительству Москвы, а остальные 35 % — двум коммерческим структурам, связанным с именем Василия Кичеджи. В последние месяцы вещания телеканала правительство города было его единоличным владельцем. Финансирование ОАО ГТК «ТВ Столица» осуществлялось из городского бюджета.

### 2003—2005

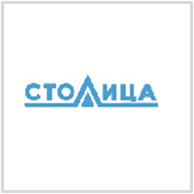
Логотип с 8 декабря 2003 по 28 сентября 2008 года

В декабре 2003 года был проведён ребрендинг телеканала, одной из целей которого являлось желание руководителей сделать единый городской кабельный телеканал более ярким, насыщенным и оперативным, а также более современным и комфортным для восприятия зрителями. Помимо обновления логотипа и графического визуального оформления, изменилась сетка вещания. В неё были добавлены информационные тематические блоки «Новости. Горячая линия» (позже — «Новости. Инфолента»), выходившие в эфир 5-7 раз в день и информировавшие зрителей обо всех актуальных городских событиях от политики до спорта и погоды в любое время суток. Информационное вещание в те годы на канале занимало до четверти от всего эфирного времени.
С октября 2004 по январь 2005 года телеканал постепенно во всех районах Москвы сменил частоту вещания с 5 на 10 ТВК (решение об этом переводе было принято ещё в 2000 году, но изначально предполагалось, что «Столица» будет при этом полностью вещать на своём канале, а окружные районные студии будут идти на отдельном канале полноценно без совмещения эфира с другими телекомпаниями).
С 18 июля 2005 года из сетки вещания исчез блок окружных и районных студий с 19:30 до 22:00 (хотя некоторые районы продолжали его перекрывать по 2006 год включительно).

### 2006—2008
В 2006 году телеканал прекратил трансляцию передач окружных и районных телестудий, и с 1 января того же года стал круглосуточным — его вещание стало начинаться в 6:30 утра с выпуска «Новостей». Чуть позже, программы окружных и районных телестудий были перенесены на запущенный несколькими месяцами позже телеканал «Столица плюс» (ныне — «Москва Доверие»). Их показ прекратился 1 апреля 2012 года в связи с истечением договора и изменением концепции вещания.

### 2008—2011
29 сентября 2008 года был проведён очередной ребрендинг телеканала. Полностью сменилось графическое оформление: начиная от нового логотипа и заставок телеканала, заканчивая переоформлением программных заставок. Осуществлён переход с аналогового на цифровое вещание (SDI), что улучшило качество передаваемого сигнала. Были разработаны и запущены в эфир авторские программы Нурали Латыпова и Анатолия Вассермана («Мнения знатоков»), о духовных и культурных ценностях русского православия рассказывал в программе «Дорога к храму» Павел Вепринцев, свои комментарии о событиях, происходящих в мире, давал Андрей Кураев в программе «Со своей колокольни», программа театрального режиссёра Романа Виктюка — «Театральные игры Р. Виктюка». Расширить знания москвичей о родном городе решено было и в межпрограммном пространстве. Этой цели служил новый проект 2008 года — «Столица-деталь», в котором в нестандартной форме рассказывается об исторических местах столицы. На телеканале сформировалась линейка молодёжных телевизионных программ: «Поколение», «Молодёжная трибуна», «Ночной молодёжный канал». Тематические ток-шоу: «Горожанин», «Горожанка», «Будни столицы», в которых обсуждались насущные проблемы москвичей. В эфире появилась еженедельная итоговая программа «На этой неделе».
В 2009 году линейка программ, выходящих в эфир телеканала, была существенно обновлена. «Городские истории», «Московский стиль», «Парламентский вестник», «Открытый урок Сергея Андрияки», «Женские истории Москвы», «Закон гарантирует» — телепрограммы охватывают самый широкий спектр тем от законодательства до биографий наших знаменитых соотечественников. В рамках городской целевой программы «Социальная интеграция инвалидов и других лиц с ограничениями жизнедеятельности города Москвы» телеканал выпускал в эфир авторскую программу Александры Ливанской «Жизнь продолжается!», а также субтитрировал целый ряд программ и художественных фильмов для зрителей телеканала с ослабленным слухом.
В 2010 году была поддержана линейка программ, показавших зрительский интерес в 2009 году. При этом рейтинговые показатели телеканала, согласно сведениям за декабрь 2010 года, сильно упали: среднесуточная доля в этот период составляла 0,1 % от зрителей Москвы, то есть, телеканал постоянно смотрела только десятая часть жителей столицы (для сравнения, в 2003—2004 годах среднесуточная доля «Столицы» составляла 2-2,5 %, а в 2008—2009 годах телеканал постоянно смотрели 1-1,4 % москвичей).
21 февраля 2011 года новым генеральным директором назначен Игорь Шестаков, продюсер утреннего вещания государственного холдинга ВГТРК. После этого, с 4 апреля 2011 года была запущена новая сетка вещания. В ней было существенно расширено время для информационных передач. Большинство собственных неинформационных проектов закрыто. С 1 сентября 2011 года показ выпусков новостей был прекращён, а в сетке вещания остались только художественные фильмы и некоторые передачи. В нижней части экрана был установлен таймер обратного отсчёта, который фиксировал время, оставшееся до перезапуска.

### Закрытие
5 сентября 2011 года в 20:55 произошёл «перезапуск» телеканала. На технической базе ВГТРК начал вещание телеканал «Москва 24». При этом изначально телеканал «Столица» должен был уйти из эфира в день города Москвы 4 сентября 2011 года в 22:00, показав перед этим фильм Георгия Данелии «Я шагаю по Москве», но по неизвестным причинам телеканал отработал на сутки больше запланированного по печатным и сетевым телепрограммам. 12 сентября 2011 года Правительство Москвы принимает решение о переводе части эфирного продукта, созданного на производственной базе телекомпании, в эфирную сетку телеканала «Доверие».
В течение всего 2011 года были уволены 348 человек. Наибольшее количество уволенных приходится на Службу информационного вещания, отдел телеоператоров, техническую дирекцию. По состоянию на 31 декабря 2011 года списочная численность Телекомпании составляла 53 человека. Из них 13 — руководители.
С апреля 2012 года в рамках создания объединённой редакции московских электронных СМИ производство контента для «Доверия» отдано ОАО ГТК «ТВ Столица».

## Акционеры
Департамент имущества города Москвы — 100 %

## Руководство

### Генеральные директора
- Сергей Ломакин (1997—1999)[117][118]
- Дмитрий Паппе (1999—2004)[119][120]
- Павел Горелов (2004—2011)[121][122]
- Игорь Шестаков (2011)[123]

### Программный директор
- Юрий Жиганов[42]

### Руководители информационного вещания
- Сергей Курохтин (1997—1999)[124]
- Игорь Минаев (1999)[124]
- Сергей Кислицин (1999—2000)
- Евгений Кучеренко (2000—2002)[125][126][127]
- Пётр Дмитриев (2002—2004)[128]
- Татьяна Соломина (2004—2011)[129][130]

## Награды
В 2008 году отмечены наградами авторские программы тележурналиста Александра Мягченкова «Люди и премьеры» (программа о театральной жизни столицы) и «Ночной разговор». Программа «Специальный репортаж», представляющая собой цикл документальных фильмов, была отмечена на 1 Национальном телевизионном конкурсе «Профессия-репортёр», который организовала телекомпания НТВ. Один из документальных фильмов занял первое место в одной из самых сложных номинаций премии — «Специальный репортаж». Ещё один фильм из цикла признали лучшим в номинации «Гражданская позиция» на Фестивале телевизионных программ социального характера «Сердце России» среди телекомпаний Центрального федерального округа. Кроме того, первым местом отмечен фильм программы «Специальный репортаж» в номинации «Лучший очерк» на Всероссийском Фестивале «Интеграция», проводимом Международной академией ТВ и радио.